# Dicranucha
Dicranucha là một chi bướm đêm thuộc họ Gelechiidae.